# Chris Jefferies
Christopher Allen "Chris" Jeffries (Fresno, California, 13 de febrero de 1980) es un exjugador de baloncesto estadounidense que jugó dos temporadas en la NBA. Con 2,03 metros de estatura, juega en la posición de escolta.

## Trayectoria deportiva

### Universidad
Comenzó su carrera universitaria jugando con los Razorbacks de la Universidad de Arkansas, donde permaneció un año en el que promedió 7,7 puntos y 3,9 rebotes por partido. Fue transferido a la Universidad de Fresno State, por lo que según las normas de la NCAA tuvo que pasar un año en blanco sin jugar. En su última temporada fue el segundo máximo anotador del equipo, con 17,3 puntos por partido, jugando únicamente 21 partidos a causa de una lesión en la rodilla. En el total de los tres años promedió 12,9 puntos, 4,8 rebotes y 1,9 asistencias por partido.

### Profesional
Fue elegido en la vigésimo séptima posición de la primera ronda del Draft de la NBA de 2002 por Los Angeles Lakers, quienes traspasaron sus derechos junto con los de Lindsey Hunter y una segunda ronda del draft a Toronto Raptors, a cambio de Tracy Murray, los derechos de Kareem Rush y una segunda ronda del draft. Firmó contrato en septiembre de 2002 como una apuesta de futuro, pero no llegó a cuajar. En su primera temporada disputó 52 partidos, 10 de ellos como titular, promediando 3,9 puntos y 1,2 rebotes por partido, jugando su mejor partido en el mes de abril ante Miami Heat, en el que consiguió 15 puntos, 4 rebotes, 3 asistencias y 2 robos de balón.
Nada más comenzada la temporada 2003-04 fue traspasado a Chicago Bulls junto con Antonio Davis y Jerome Williams a cambio de Jalen Rose, Donyell Marshall y Lonny Baxter. Pero allí solo pudo disputar 19 partidos, en una temporada plagada de lesiones, en la que promedió 4 puntos y 1,5 rebotes por partido.
Antes de retirarse definitivamente, Jefferies jugó una temporada para los Visalia Dawgs de la ABA, una liga menor estadounidense.

## Estadísticas de su carrera en la NBA

### Temporada regular
| Temporada | Edad | Equipo          | Liga | P  | TIT | MIN  | TC  | TCA | %TC  | 3P  | 3PA | %3P  | TL  | TLA | %TL   | R.OF. | R.DEF. | REB | ASIS | ROB | TAP | PER | FP  | PTS |
| 2002-03   | 22   | Toronto Raptors | NBA  | 51 | 10  | 13.0 | 1.5 | 3.8 | .387 | 0.4 | 1.1 | .333 | 0.6 | 0.8 | .674  | 0.3   | 0.8    | 1.2 | 0.4  | 0.4 | 0.3 | 0.9 | 1.1 | 3.9 |
| 2003-04   | 23   | TOTAL           | NBA  | 21 | 2   | 9.3  | 1.3 | 3.4 | .375 | 0.8 | 2.0 | .405 | 0.6 | 1.0 | .650  | 0.2   | 1.1    | 1.4 | 0.3  | 0.2 | 0.3 | 0.9 | 1.7 | 4.0 |
| 2003-04   | 23   | Toronto Raptors | NBA  | 2  | 0   | 4.0  | 1.5 | 3.0 | .500 | 0.5 | 1.5 | .333 | 0.5 | 0.5 | 1.000 | 0.0   | 0.5    | 0.5 | 0.5  | 0.0 | 0.0 | 0.5 | 0.0 | 4.0 |
| 2003-04   | 23   | Chicago Bulls   | NBA  | 19 | 2   | 9.8  | 1.3 | 3.5 | .364 | 0.8 | 2.1 | .410 | 0.6 | 1.0 | .632  | 0.3   | 1.2    | 1.5 | 0.3  | 0.2 | 0.4 | 0.9 | 1.9 | 4.0 |
| Total     |      |                 | NBA  | 72 | 12  | 11.9 | 1.4 | 3.7 | .383 | 0.5 | 1.3 | .365 | 0.6 | 0.9 | .667  | 0.3   | 0.9    | 1.2 | 0.4  | 0.3 | 0.3 | 0.9 | 1.3 | 3.9 |